# Saint-Vincent-de-Reins
Saint-Vincent-de-Reins là một xã thuộc tỉnh Rhône trong vùng Auvergne-Rhône-Alpes phía đông nước Pháp. Xã này nằm ở khu vực có độ cao trung bình 698 mét trên mực nước biển.